# Waldfrieden Wonderland

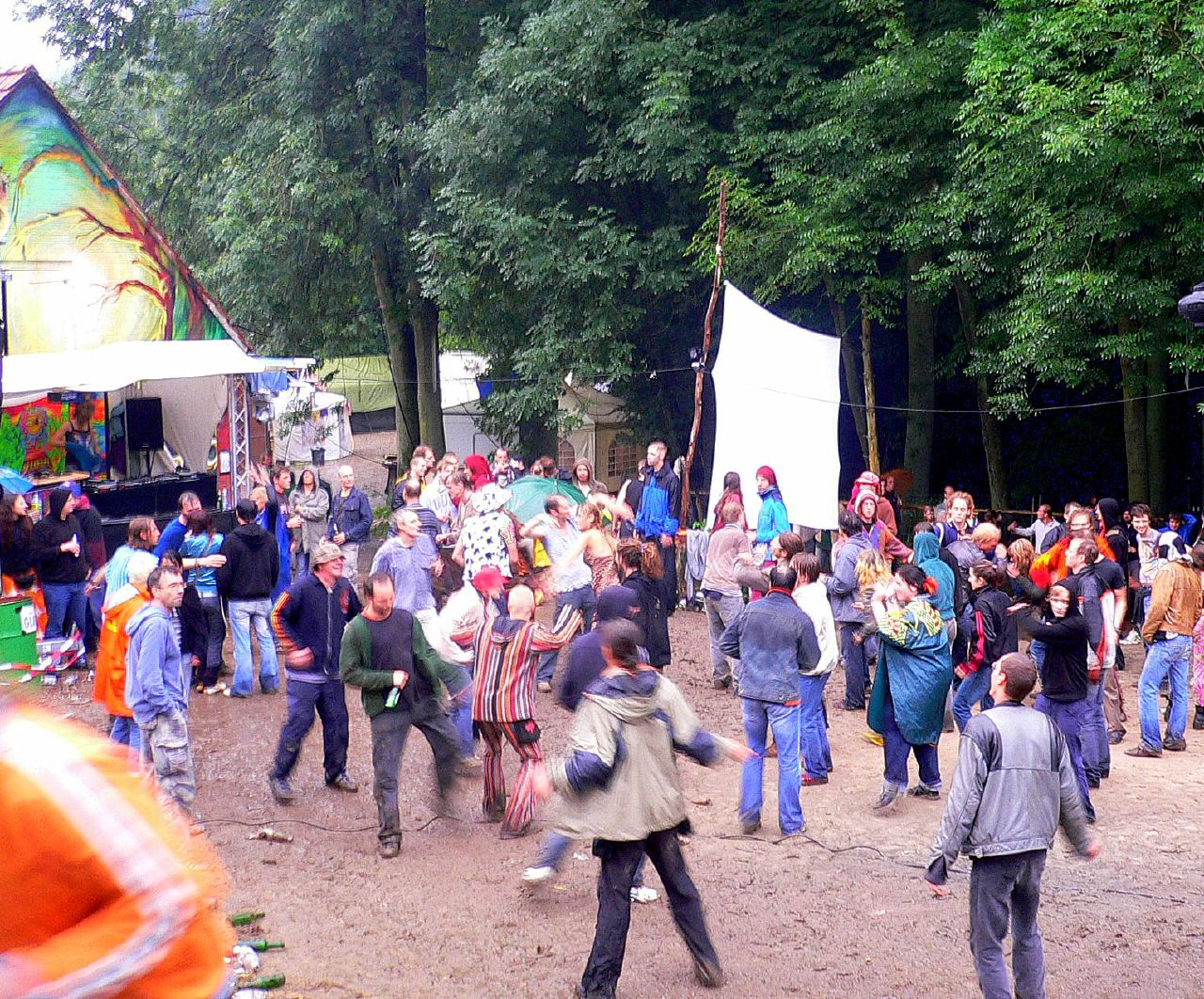
Waldfrieden Wonderland 2005

Das Waldfrieden Wonderland ist ein internationales Freiluft-Musikfestival, das seit 1996 jährlich immer Anfang oder Ende August in Stemwede stattfindet. Die Hauptmusikrichtung ist der Psychedelic Trance und Techno. Es ist das größte Festival auf dem Waldfrieden-Gelände, wo außerdem noch das Hai in den Mai Festival und das Wald Healing Festival stattfinden.

## Veranstaltungsort
Das Festival findet in Wehdem, einem Ort der Gemeinde Stemwede, nordöstlich von Osnabrück statt. Der Camping- und der restliche Veranstaltungsbereich liegen am Hang des Stemweder Berges, direkt am bzw. im Wald. Der Wald macht den besonderen Charakter des Veranstaltungsortes aus. Es gibt mehrere Tanzflächen im In- und Outdoorbereich, ein Wiesengelände am Hang und außerdem verschiedene Stände. Die Musik ist elektronisch, meist Psytrance bzw. Goa. Seit einigen Jahren gibt es außerdem eine "Healing Area" in der Workshops und Vorträge angeboten werden.
Das Wonderland-Festival verzeichnete steigende Besucherzahlen. Besucher reisen vor allem aus West- und Norddeutschland, den nahen Niederlanden und Belgien an.